# マイ・ジェネレーション (アルバム)
マイ・ジェネレーション（My Generation）は、イングランドのロック・バンド、ザ・フーのデビュー・アルバムである。プロデューサーはキンクスなどをてがけたシェル・タルミー。イギリスでは1965年12月にブランズウィック・レコードを発売元にして発表された。
アメリカでは収録曲の一部が差し替えられた『The Who Sings My Generation』のタイトルで、1966年4月に米デッカ・レコードから発売された。
『ローリング・ストーン』誌が選んだ「オールタイム・ベスト・アルバム500」と「オールタイム・ベスト・デビュー・アルバム100」に於いて、それぞれ237位と94位にランクイン。

## 解説
彼等はバンド名をザ・ハイ・ナンバーズからザ・フーに戻して1965年1月にデビュー・シングル「アイ・キャント・エクスプレイン」をリリースすると、同年3月19日と4月12日から14日までIBCスタジオでデビュー・アルバムのレコーディングを行った。7月に発表する予定でアセテート盤まで製作したが、月刊誌「ビート・インストゥルメンタル」のレビューで酷評を受けたため一度棚上げし、同年10月13日から14日にかけて再びレコーディングを行った。同月に発表して全英2位の大ヒットとなった3枚目のシングル「マイ・ジェネレーション」も収録して、『マイ・ジェネレーション』のアルバム名で12月3日に発表した。
当時のバンド内では常に喧嘩が絶えず、レコーディングは非常にとげとげしい雰囲気の中で行われていたという。9月にはロジャー・ダルトリーが他の3人と衝突し、あわや脱退というところまで来ていた。
全12曲中オリジナル曲は9曲で、残る3曲はジェームス・ブラウンの「プリーズ・プリーズ・プリーズ」（1956年）と「アイ・ドント・マインド」（1961年）、ボ・ディドリーの「アイム・ア・マン」（1955年）のカバーである。これらは彼等がメジャー・デビュー前から演奏していたR&Bや初期モータウンのナンバーである。ザ・フーのオリジナル・アルバムの中では最もカバー曲の占める割合が高いが、ローリング・ストーンズやキンクスといった同年代のロック・バンドのデビュー・アルバムと比較すれば少ない方である。これは前述のアセテート盤が「ビート・インストゥルメンタル」のレビューでオリジナル曲が少ない事をマイナス評価された事が要因と見られる。
本作は全英チャートの5位につけるヒットとなったが、メンバーの評価は低く、ピート・タウンゼントにいたっては「あんなのは最悪だ、ゴミ同然だよ」と酷評している。
1966年、ザ・フーはプロデューサーのタルミーと印税の取り分をめぐって対立して契約を破棄するが、タルミーは「自分のプロデュース作品は自分に著作権がある」と主張し、本作の版権とマスターテープを握っていた。1967年になるとブランズウィックが閉鎖し、本作は廃盤となってしまう。以降、長きに亘り本作がザ・フーのカタログから姿を消す事になった。
アメリカではザ・フーとタルミーが決別した後、1966年4月に米デッカ・レコードから”The Who Sings My Generation”のアルバム名で発表された。ジャケットはビッグ・ベンを背景にしたメンバーの写真、収録曲のうち「アイム・ア・マン」はオリジナルの「インスタント・パーティ」に差し替えられた。英国盤はモノラル・ミックスのみだったが、米国盤はモノラルと擬似ステレオの2バージョンがリリースされた。
日本でもテイチク・レコードから1966年に発表された。収録曲が英国、米国両盤と異なっており、ジャケットも中央に立つ女性の右脇にメンバー4人の顔をはめ込んだ独自のデザインとなっている。このジャケットはレコード会社の使いまわしで、脇のアーティスト写真だけを挿げ替えた全く別のレコードも存在する。

## リイシュー
本国イギリスでは、初回版の廃盤以降1980年に一度だけヴァージン・レコードから再発売され、全英チャート20位にランクインした。しかしそれ以降はずっと廃盤状態が続いた。アメリカでは1974年に編集アルバム『マジック・バス〜ザ・フー・オン・ツアー』（1968年）とのカップリングで2枚組LP盤が発売され、1980年代には再発CD化もされている。日本では初回版が廃盤になってから一度も再発されなかった。
1995年より、ザ・フーの全カタログの整理・統括プロジェクトが始まり、これまでのアルバムが新たにリミックスされて続々再発売されたが、本作の再発売だけは実現せず、本格的な復刻は2002年まで待たなければならなかった。
2002年、タルミーとの関係が改善して版権に関する諸問題が解決した事から、ようやく本作が復刻される事になった。同年8月にリリースされたデラックス・エディションは、タルミーが保管していたオリジナル・マスターテープから新たにリマスタリングされ、また、今回初めてリアル・ステレオでのリミキシングが行われ、さらにオリジナル版には収録されなかったシングル曲や未発表曲・未発表バージョンが追加収録された。リミックスにはタルミーが立ち会っている。ジャケットも英国盤のものを再現し、またブックレットの表紙には米国盤のジャケットを再現した。37年も前の作品のリイシューだったが、チャートでは全英47位にまで上昇した。なお、奇しくもこのデラックス・エディションがリリースされる3ヶ月ほど前にジョン・エントウィッスルが急逝しており、日本版のライナー・ノーツを担当した保科好宏がその事についてふれている。
2005年、UK初回版モノラル・ミックスがLP盤で再発、2008年にはモノラル・ミックスとステレオ・ミックスをカップリングし、さらに各国盤のジャケットや関係するシングルのジャケットの復刻版を同梱した「コレクターズ・ボックス」が日本のみでリリースされた。2012年には同一の内容で、さらにオリジナルのマスターテープからリマスタリングし、紙ジャケットの復刻版等を省いた「コレクターズ・エディション」がやはり日本限定でリリース。
2014年には上記「コレクターズ・エディション」の内容で、iTunesおよびHDTracksで全世界に配信開始された（ステレオとモノラルで別売り）。なおステレオ版は再度リミックスされ音の配置が変更されたほか、2002年のステレオバージョンでは欠落していたパート（主にミキシング時にオーバーダビングされたもの）も復元されている。欠落パートの修復のため曲によってはロジャー・ダルトリーとピート・タウンゼントが部分的に新録している。
2016年、完全未発表曲や未発表のデモ・バージョンを収録し、80ページにおよぶ写真集を付属した豪華CD5枚組ボックス「スーパー・デラックス・エディション」を発表。音源はステレオ版オリジナルアルバムのみ2014年のマスターを使用、それ以外は全て最新リマスター。

## 収録曲
特記なき限り、ピート・タウンゼント作詞・作曲。

### UKオリジナル版
- A面

1. アウト・イン・ザ・ストリート - Out in the Street
2. アイ・ドント・マインド - I Don't Mind (James Brown)
3. グッズ・ゴーン - The Good's Gone
4. ラ・ラ・ラ・ライズ - La-La-La Lies
5. マッチ・トゥー・マッチ - Much Too Much
6. マイ・ジェネレーション - My Generation

- B面

1. ザ・キッズ・アー・オールライト - The Kids are Alright
2. プリーズ・プリーズ・プリーズ - Please, Please, Please (James Brown/John Terry)
3. イッツ・ノット・トゥルー - It's Not True
4. アイム・ア・マン - I'm a Man (McDaniel)
5. リーガル・マター - A Legal Matter
6. ジ・オックス - The Ox (Townshend/Moon/Entwistle/Hopkins)

### US版（The Who Sings My Generation）
- A面

1. アウト・イン・ザ・ストリート - Out in the Street
2. アイ・ドント・マインド - I Don't Mind (James Brown)
3. グッズ・ゴーン - The Good's Gone
4. ラ・ラ・ラ・ライズ - La-La-La Lies
5. マッチ・トゥー・マッチ - Much Too Much
6. マイ・ジェネレーション - My Generation

- B面

1. キッズ・アー・オールライト - The Kids are Alright
2. プリーズ・プリーズ・プリーズ - Please, Please, Please (James Brown/John Terry)
3. イッツ・ノット・トゥルー - It's Not True
4. ジ・オックス - The Ox (Townshend/Moon/Entwistle/Hopkins)
5. リーガル・マター - A Legal Matter
6. インスタント・パーティ - Instant Party

### デラックス・エディション（2002年版）
☆は未発表、★はフランス以外では未発表。
- ディスク1

1. アウト・イン・ザ・ストリート - Out in the Street
2. アイ・ドント・マインド - I Don't Mind (Brown)
3. グッズ・ゴーン - The Good's Gone
4. ラ・ラ・ラ・ライズ - La-La-La Lies
5. マッチ・トゥー・マッチ - Much Too Much
6. マイ・ジェネレーション - My Generation
7. キッズ・アー・オールライト - The Kids are Alright
8. プリーズ・プリーズ・プリーズ - Please, Please, Please (Brown/Terry)
9. イッツ・ノット・トゥルー - It's Not True
10. アイム・ア・マン - I'm a Man (McDaniel)
11. リーガル・マター - A Legal Matter
12. ジ・オックス - The Ox (Townshend/Moon/Entwistle/Hopkins)
13. サークルズ - Circles
14. アイ・キャント・エクスプレイン - I Can't Explain [17]
15. ボールド・ヘッデド・ウーマン - Bald Headed Woman (Shel Talmy) [18]
16. ダディ・ローリング・ストーン - Daddy Rolling Stone [19]

- ディスク2

1. リヴィング・ヒア（オルタネイト・ヴァージョン） - Leaving Her (alternate)  (Holland-Dozier-Holland) ☆ [20]
2. ルビー(カム・バック・ホーム) - Lubie (Come Back Home) (Paul Revere, Mark Lindsay) [20]
3. シャウト・アンド・シミー - Shout and Shimmy (Brown) [21]
4. ヒート・ウェイヴ - (Love Is Like A) Heat Wave (Holland-Dozier-Holland) [22]
5. モータリング - Motoring (Ivy Jo Hunter/Phil Jones/William "Mickey" Stevenson) [23]
6. エニタイム・ユー・ウォント・ミー - Anytime You Want Me (Garnet Mimms) [24]
7. エニウェイ・エニハウ・エニホエア（オルタネイト・ヴァージョン） - Anyway, Anyhow, Anywhere (alternate) (Townshend, Daltrey)★
8. インスタント・パーティ・ミクスチャー - Instant Party Mixture ☆
9. アイ・ドント・マインド(フル・レングス・ヴァージョン) - I Don't Mind (full length version) (Brown) ☆
10. グッズ・ゴーン(フル・レングス・ヴァージョン) - The Good's Gone (full length version) ☆
11. マイ・ジェネレーション(インストゥルメンタル・ヴァージョン) - My Generation (instrumental version) ☆
12. エニタイム・ユー・ウォント・ミー(アカペラ・ヴァージョン) - Anytime You Want Me (a cappella version) (Mimms) ☆
13. リーガル・マター(モノ・ヴァージョン) - A Legal Matter (mono version with guitar overdub)
14. マイ・ジェネレーション(モノ・ヴァージョン) - My Generation (mono version with guitar overdub)

### 収録曲について
- 「アイム・ア・マン」に代わって米国盤に収録されたタウンゼント作の「インスタント・パーティ」は、元々「サークルズ」[25]という曲名を持ち、英国盤が発表された後の1966年1月にタルミーのプロデュースで録音された[注釈 7]。同曲は「マイ・ジェネレーション」に続く4枚目のシングルとして予定されていた。しかしその後、ザ・フーはタルミーと決別してブランズウィック・レコードからリアクション・レコードへ移籍し、「恋のピンチ・ヒッター」をA面、タルミーなしで自分達がプロデュースして再録音した「サークルズ」をB面に収録したシングルを3月4日に発表した[26]。しかしタルミーがこれを受けて裁判所に著作権侵害を訴えた[注釈 8]結果、同シングルは3月8日に発売差し止めとなってしまう[3]。ザ・フーはこれを見越して、B面の「サークルズ」を「インスタント・パーティ」に改題した[注釈 9]シングルも同日に発表した[27]が無駄に終わった[28]。ちなみに彼等は発売差し止めを受けて、"The Who Orchestra"名義の「ワルツ・フォー・ザ・ピッグ」という、タルミーを揶揄した曲名を持つインストゥルメンタル[注釈 10]をB面に収録したシングルを3月14日に発売した[29][30]ので、イギリスでは「恋のピンチ・ヒッター」のシングルの3つのバージョンが存在する事になった[26][27][29]。
- タルミーは上記「恋のピンチ・ヒッター」のシングルの発売差し止めが解除されたので[31]、これを妨害する目的で、皮肉にも「リーガル・マター」（法的な問題）をバンドに許可なくシングル・カットし、B面に自分がプロデュースした「サークルズ」を「インスタント・パーティ」と題して収録した[32][3]。
- 彼等は1966年1月に「サークルズ」と共に、「インスタント・パーティ」と題する「ディオン・アンド・ザ・ベルモンツ風のパロディ曲」を録音していた[25]。上記のような複雑な事情があった結果、タイトルが取り違えられたものと推測される。本来の「インスタント・パーティ」はその後完全に封印され、2002年のデラックス・エディションで「インスタント・パーティ・ミクスチャー」と改題されてようやく日の目を見た[9]。
- タルミーが許可なく本作からカットしたシングルには、他に「キッズ・アー・オールライト／ジ・オックス」[33]、「ラ・ラ・ラ・ライズ／グッズ・ゴーン」[34]がある[35]。ちなみに日本では「キッズ・アー・オールライト」の邦題が「キッヅ・ア・オーライト」となっていた[36]。
- 「マイ・ジェネレーション」と「リーガル・マター」のステレオ版では、モノラル版にはオーバーダブされていたリードギターの音が失われている。これは、当時使用されたトラックレコーダーが3チャンネルしかなかったことに加え、製作時に音質劣化の原因となるテープ・リダクションを避けるため、ミキシング時にオーバーダブを行ったために起きたものだが、これは当時ステレオ・ミックスを全く想定せずに製作していた事を意味している[37]。2002年のデラックス・エディションでは、この2曲のみ特別にモノラル・バージョンも収録された。2014年にiTunesおよびHDTracksで配信されたステレオ版はリードギターが復活しているが、これは現在（2014年）のピート・タウンゼントがアルバム当時と同じ機材を用いて新録したもので[16]演奏がモノラル版とは異なっている。

## 参加ミュージシャン
ザ・フー
- ロジャー・ダルトリー - リード・ボーカル、ハーモニカ
- ピート・タウンゼント - ギター、バッキング・ボーカル、リード・ボーカル（「リーガル・マター」）
- ジョン・エントウィッスル - ベース
- キース・ムーン - ドラムス、パーカッション

ゲスト・ミュージシャン
- ニッキー・ホプキンス - ピアノ
- ジ・アイヴィー・リーグ - バッキング・ボーカル（「アイ・キャント・エクスプレイン」、「ボールド・ヘッデド・ウーマン」）
- ペリー・フォード - ピアノ（「アイ・キャント・エクスプレイン」）
- ジミー・ペイジ - リード・ギター（「ボールド・ヘッデド・ウーマン」）